# Eugene Galeković
Eugen-Josip Galeković, conhecido somente por Eugene Galeković (Melbourne, 12 de junho de 1981) é um futebolista australiano que atua como goleiro. Atualmente, joga pelo Melbourne City.
Pelo Adelaide United, Galekovic passou 10 anos de sua carreira, ganhando fama no futebol australiano, sendo considerado um dos grandes goleiros da liga nacional. Durante sua longa passagem colecionou feitos como goleiro do ano, melhor jogador do clube e maior recordista de jogos com 238 jogos. 

## Seleção nacional
Galekovic durante a carreira esteve em diversos elencos da Australia, mas teve poucas oportunidades de atuação, muito devido ao goleiro Mark Schwarzer que foi o títular absoluto por muitos anos.
No geral integrou os elencos da Seleção Australiana de Futebol, na Olimpíadas de 2004 e Copa do Mundo de 2010 e 2014 além da da Copa da Ásia de 2015 no qual a Austrália ganhou seu primeiro título na historia.

## Títulos

### Clube
Melbourne Victory
- A-League: 2006–07

Adelaide United
- Copa da FFA: 2014

### Austrália
- Copa da Ásia: 2015

### Individual
- A-League Goleiro do Ano: 2008–2009, 2009–2010, 2013–2014
- Adelaide United Campeão: 2008–2009, 2009–2010
- Adelaide United Futebolistado do ano: 2008–2009, 2009–2010, 2011–12